# 왕립문화유산연구소

왕립문화유산연구소(KIK-IRPA, Koninklijk Instituut voor het Kunstpatrimonium - Institut Royal du Patrimoine Artistique)는 벨기에 연방 과학정책청(BELSPO) 산하 벨기에 연방 연구소이다. 이 연구소는 벨기에의 예술 및 문화 유산을 연구하고 보존하며, 연구와 공공 서비스를 목표로 한다. 연구소 직원은 보존-복원 전문가, 예술사학자, 사진가, 화학자, 물리학자, 그리고 여러 과학자들로 구성되어 있다. 힐데 드 클레르크(Hilde De Clercq)가 연구소 소장을 맡고 있다.

## 역사
이 연구소는 1948년 국립미술관 중앙도상기록보관소 및 벨기에 박물관 중앙연구소(Archives Centrales iconographiques d'Art national et Laboratoire central des Musées de Belgique, ACL)라는 이름으로 설립되었다. 설립자이자 초대 소장은 폴 B. 코어먼스(1908-1965)였다. 1957년 ACL은 왕립문화유산연구소(KIK-IRPA)라는 이름으로 10개 국립 과학 기관 중 하나가 되었다. 1963년에 완공된 이 연구소 건물은 예술 작품에 대한 학제적 접근을 장려하기 위해 특별히 설계된 세계 최초의 건물이었다. 이 건물은 르네 스네이어스의 초기 기술 개념을 바탕으로 건축가 샤를 리망크가 설계했다.

## 같이 보기
- 문화유산

## 참고 문헌
- History of the institute 보관됨 2021-04-27 - 웨이백 머신